# Celoux

Celoux este o comună în departamentul Cantal, Franța. În 1 ianuarie 2022 avea o populație de 58 de locuitori.